# Fetești, Edineț
Fetești este un sat în raionul Edineț, Republica Moldova.

## Istorie
Denumirea veche a satului este „Hrițeni”. Toponimul „Fetești” apare spre sfârșitul sec. XVIII – începutul sec. XIX, provenind de la « târgul de fete » care se ținea atunci în cadrul iarmarocului local, târg unde se întâlneau tinerii necăsătoriți, unde se dansa hora după muzica lăutarilor, și unde famillile din zonă plănuiau căsătorii.

## Geografie
Satul intră în componența raionului Edineț și este așezat în partea de nord a Republicii Moldova. Se învecinează cu satele Gordinești, Burlănești, Lopatnic, Trinca și Tîrnova. Distanța până la centrul raional Edineț este de 18 km, iar până la Chișinău 220 km.
Suprafața satului este de 3.127,39 ha, dintre care 1.679,82 ha sunt terenuri cu destinație agricolă, 572,3 ha terenuri ale fondului silvic și 19,9 hа terenuri ale fondului apelor.
În sat se fac extrageri de piatră de calcar.

## Demografie
La 1 iulie 2008 populația satului constituia 3.140 persoane, dintre care 1.556 bărbați și 1.584 femei. Populația aptă de muncă era de 1.687 persoane, dintre care 600 agricultori.
Structura etnică a populației în cadrul satului arată astfel:
- 98,6% - moldoveni/români
- 0,8% - ucraineni
- 0.6% - ruși

În satul Fetești au fost înregistrate 963 de gospodării casnice la recensământul din anul 2004. Membrii acestor gospodării alcătuiau 3.003 de persoane, iar mărimea medie a unei gospodării era de 3,1 persoane. Gospodăriile casnice erau distribuite, în dependență de numărul de persoane ce le alcătuiesc, în felul următor:
- 17,45% - 1 persoană
- 23,16% - 2 persoane
- 19,63% - 3 persoane
- 20,04% - 4 persoane
- 12,77% - 5 persoane
- 6,96% - 6 și mai multe persoane

## Administrație și politică
Componența Consiliului local Fetești (11 consilieri), ales la 5 noiembrie 2023, este următoarea:
|  | Partid                                       | Consilieri | Componență | Componență | Componență | Componență | Componență | Componență |
|  | -------------------------------------------- | ---------- | ---------- | ---------- | ---------- | ---------- | ---------- | ---------- |
|  | Partidul Social Democrat European            | 6          |            |            |            |            |            |            |
|  | Partidul Acțiune și Solidaritate             | 3          |            |            |            |            |            |            |
|  | Liga Orașelor și Comunelor                   | 1          |            |            |            |            |            |            |
|  | Partidul Socialiștilor din Republica Moldova | 1          |            |            |            |            |            |            |

## Infrastructură
La etapa actuală pe teritoriul satului activează 1.451 gospodării țărănești și 12 întreprinderi individuale care se ocupă cu comerțul. Funcționează 2 oloinițe și o moară. Satul mai dispune de farmacie veterinară, frizerie, asociație de economii și împrumut și oficiu poștal.
Pe teritoriul satului activează trei organizații obștești:
- Asociația părinților și pedagogilor;
- Asociația obștească „Fetești-info”;
- Asociația utilizatorilor de apă.

Satul dispune de un liceu teoretic, o grădiniță de copii, primărie, cămin cultural, centru de Sănătate, o biserică ortodoxă, un memorial dedicat celor căzuți în al doilea război mondial.

## Arii protejate
În preajma satului sunt situate două obiective naturale protejate de stat: rezervația peisagistică Fetești la nord-vest și defileul Fetești la sud-vest, ultimul fiind o arie protejată din categoria monumentelor naturii de tip geologic sau paleontologic.

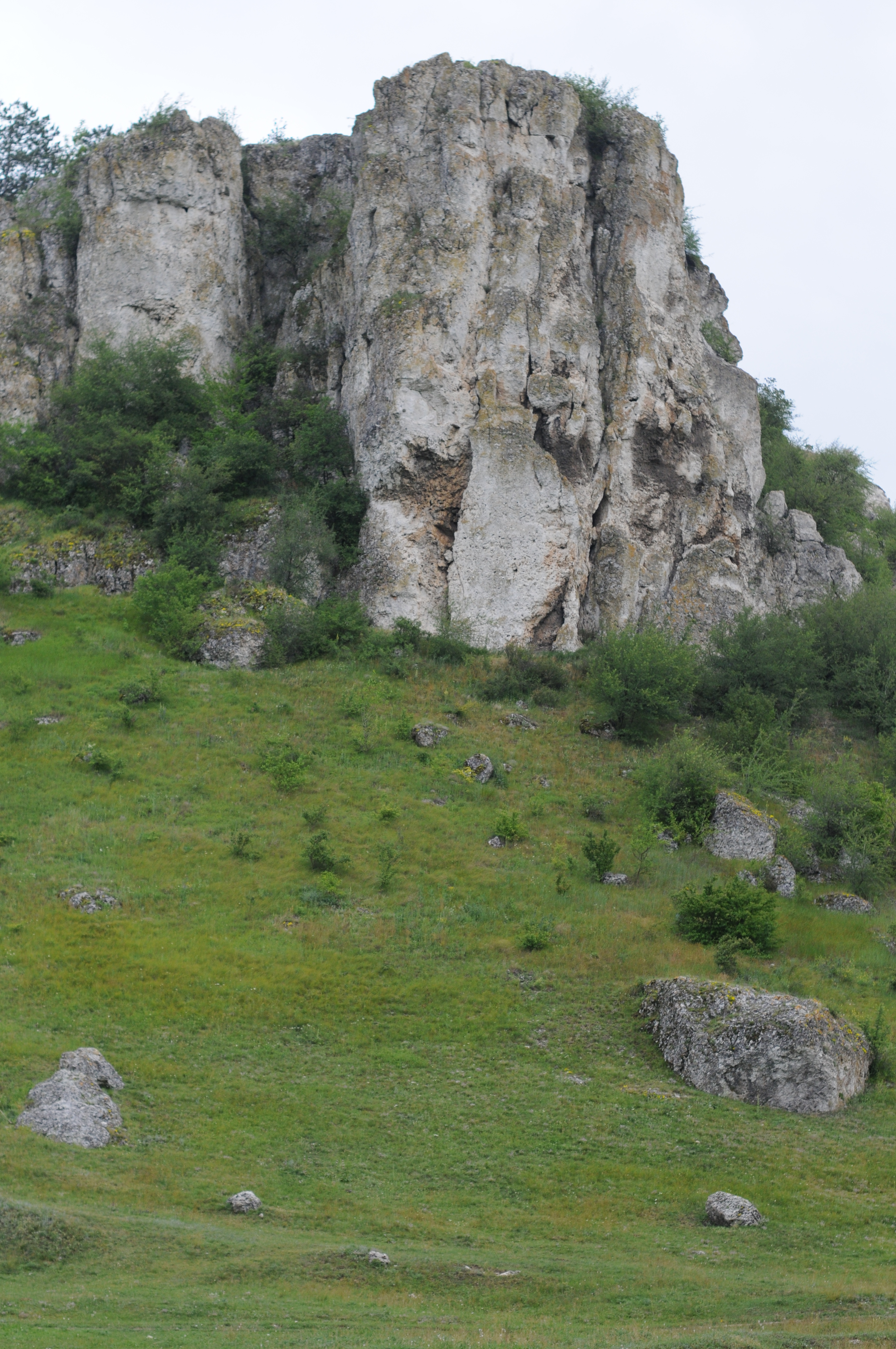
Stîncile...
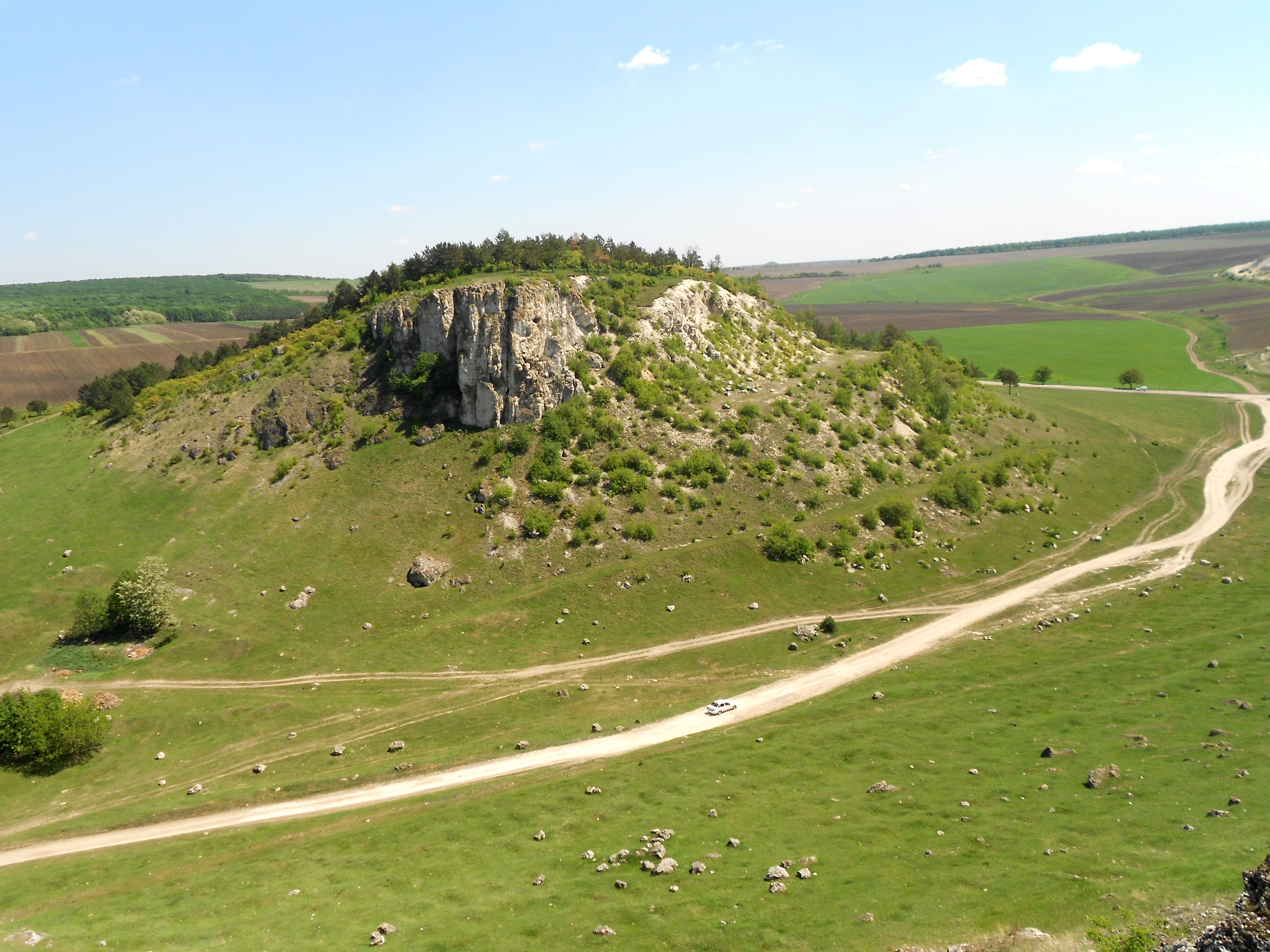
...Prutului.
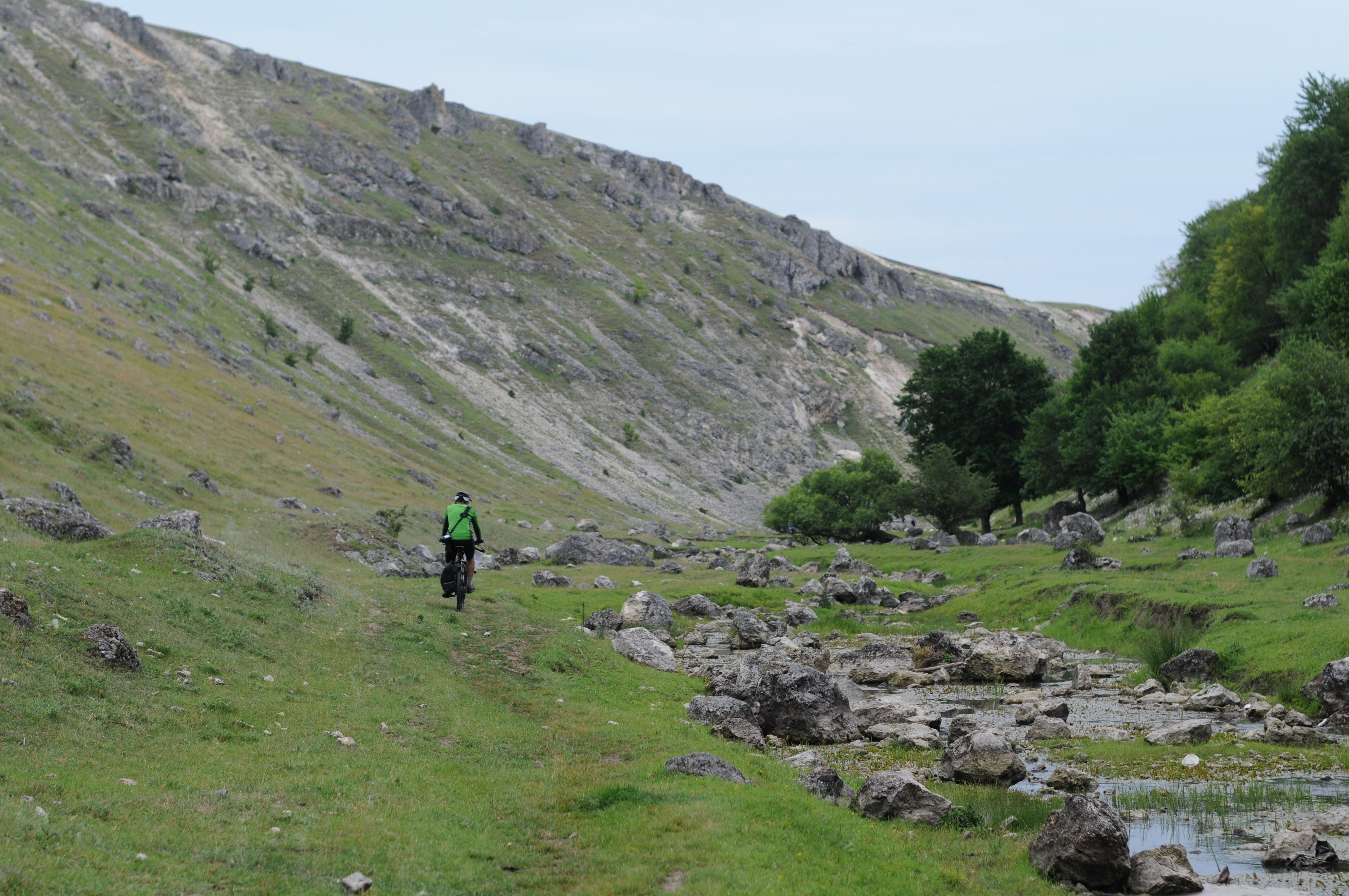
Cheile...
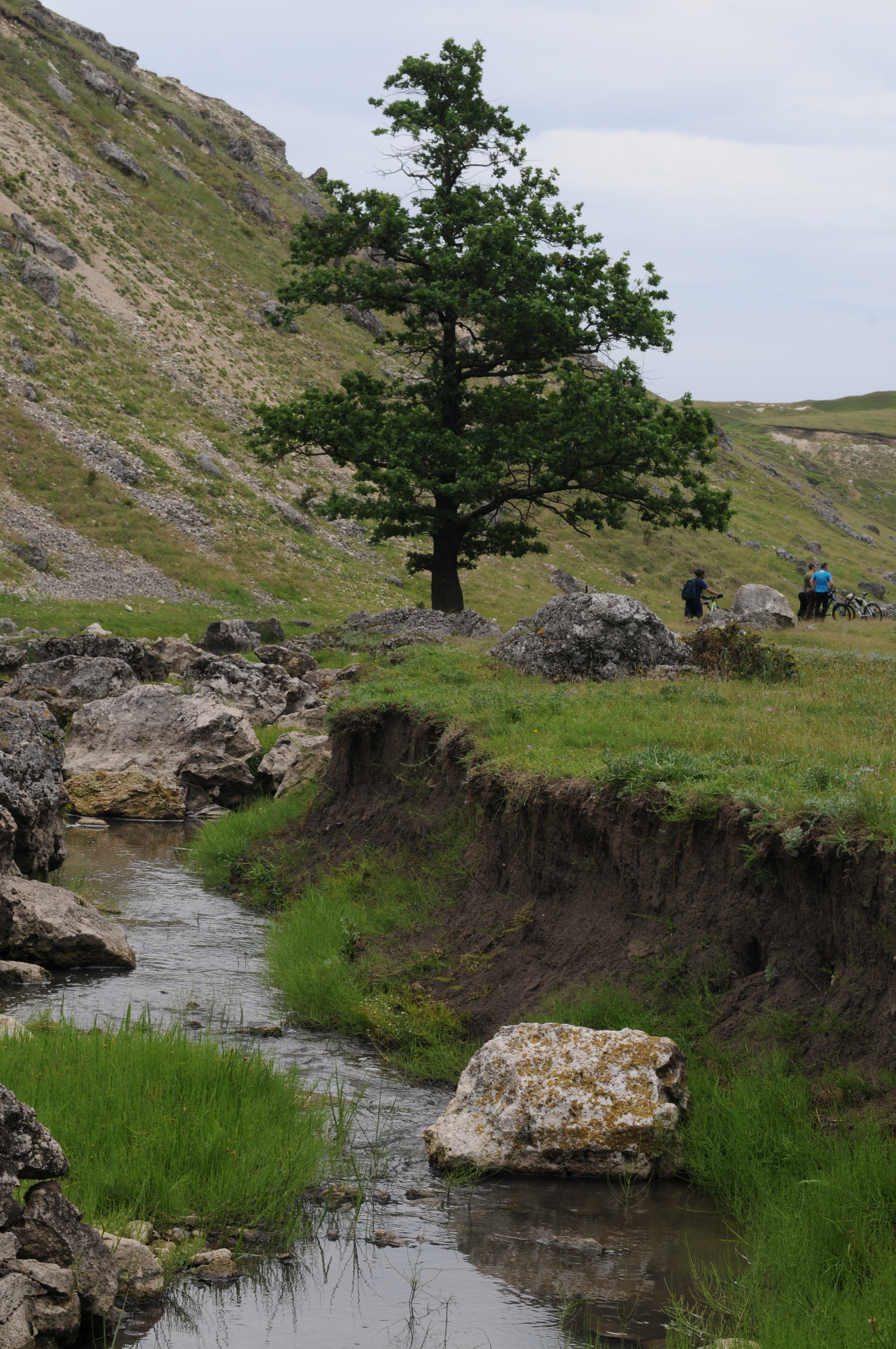
...de la...
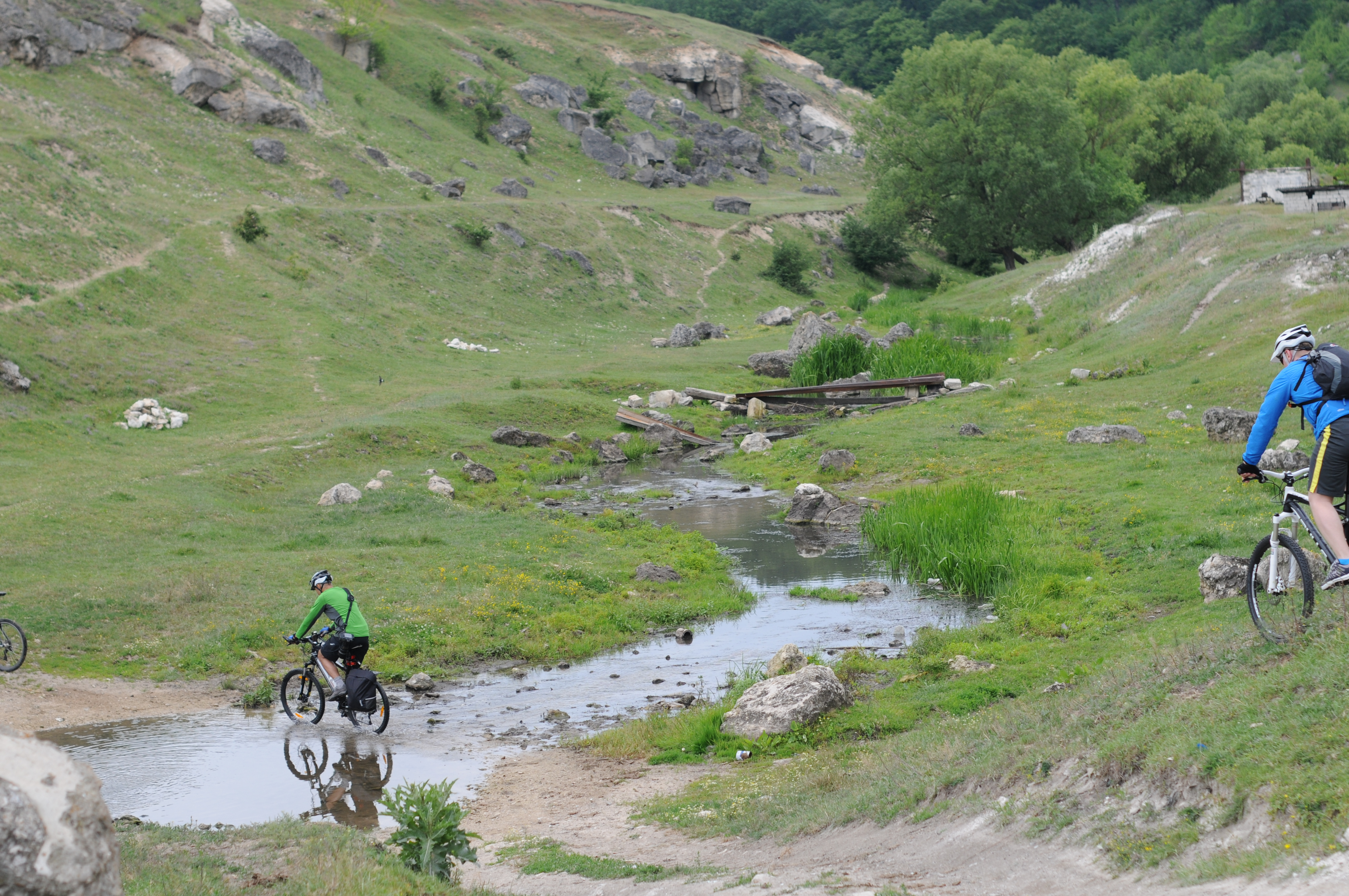
...Fetești.
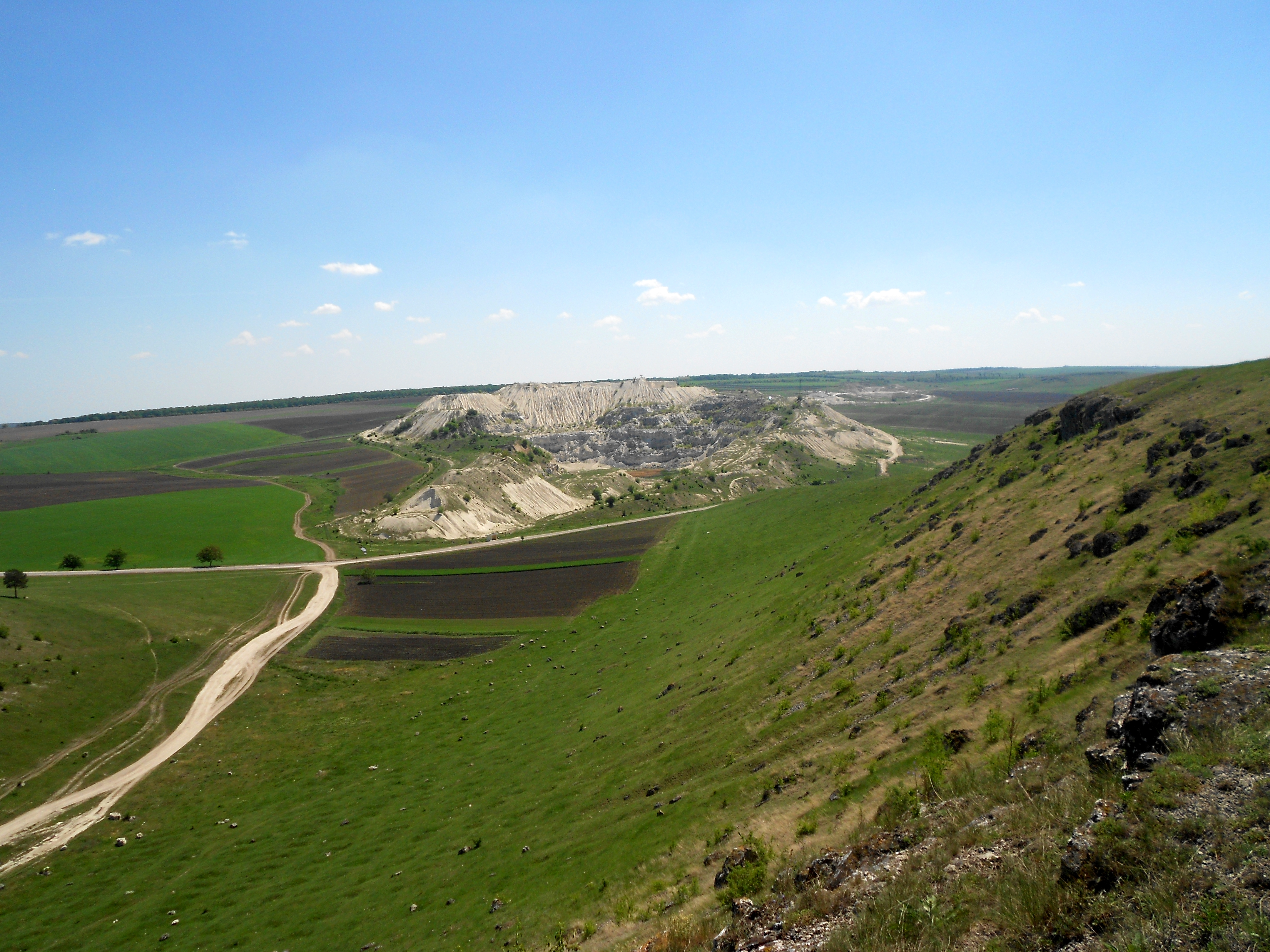
Cariera de calcar.